# Agrostis kilimandsharica
Agrostis kilimandsharica é uma espécie de gramínea do gênero Agrostis, pertencente à família Poaceae.